# Kisses Down Low
«Kisses Down Low» es una canción grabada por la cantante y compositora Kelly Rowland. Fue lanzado el 1 de febrero de 2013 como el segundo sencillo de su cuarto álbum de estudio Talk a Good Game.

## Recepción

### Crítica
Un miembro de Rap-Up describió la canción como un "petardo dormitorio". Un escrito de Fact magazine escribió que "Kisses Down Low" tan memorable como su éxito de 2011, "Motivation", un step-up del anterior sencillo, "Ice". Carl Williott de Idolator, describe la canción como una "pista lentamente brillante" y junto con "Ice".

### Comercio
En los Estados Unidos «Kisses Down Low» debutó en el No. 96 en Billboard Hot 100 para la emisión del 10 de marzo de 2013.

## Video musical
El video musical de "Kisses Down Low" fue dirigido por Colin Tilley. El 10 de febrero de 2013, se publicó un detrás de las escenas de vídeo, Rowland habló sobre el tema del vídeo diciendo: "Estoy tan emocionada por este vídeo. El tema es divertida, coqueto y pinup. La distribución es poppin ', el pelo es poppin', el estilo es tan genial, pero se siente realmente coqueto. El video también mostró Rowland como una chica pin-up en un columpio contra una pantalla verde y modela una peluca rubia rizada y hot pants. El video se estrenó en VEVO el 12 de marzo de 2013.

## Lista de canciones
- Descarga Digital

1. «Kisses Down Low» – 4:14[7]

## Radio y fechas de lanzamientos
| País           | Fecha                | Formato          | Discográfia                |
| -------------- | -------------------- | ---------------- | -------------------------- |
| Estados Unidos | 1 de febrero de 2013 | Descarga Digital | Universal Republic Records |
| Estados Unidos | 5 de febrero de 2013 | Urban radio      | Universal Republic Records |
| Australia      | 8 de febrero de 2013 | Digital download | Universal Republic Records |
| Nueva Zelanda  | 8 de febrero de 2013 | Digital download | Universal Republic Records |
| Estados Unidos | 26 de marzo de 2013  | Rhythmic radio   | Universal Republic Records |